# Daniil Penčikov
Daniil Aleksandrovič Penčikov (in russo Даниил Александрович Пенчиков?; San Pietroburgo, 21 marzo 1998) è un calciatore russo, difensore dell'Arsenal Tula.

## Caratteristiche tecniche
È un terzino destro.

## Carriera
Cresciuto nel settore giovanile dello Zenit San Pietroburgo, l'8 luglio 2021 debutta con la squadra riserve giocando l'incontro di seconda divisione perso 2-1 contro lo Šinnik.

## Statistiche

### Presenze e reti nei club
Statistiche aggiornate al 31 luglio 2021.
| Stagione        | Squadra         | Campionato      | Campionato | Campionato | Coppe nazionali | Coppe nazionali | Coppe nazionali | Coppe continentali | Coppe continentali | Coppe continentali | Altre coppe | Altre coppe | Altre coppe | Totale | Totale |
| Stagione        | Squadra         | Comp            | Pres       | Reti       | Comp            | Pres            | Reti            | Comp               | Pres               | Reti               | Comp        | Pres        | Reti        | Pres   | Reti   |
| --------------- | --------------- | --------------- | ---------- | ---------- | --------------- | --------------- | --------------- | ------------------ | ------------------ | ------------------ | ----------- | ----------- | ----------- | ------ | ------ |
| 2017-2018       | Zenit-2         | 1D              | 26         | 0          |                 | -               | -               |                    | -                  | -                  |             | -           | -           | 26     | 0      |
| 2018-2019       | Zenit-2         | 1D              | 19         | 1          |                 | -               | -               |                    | -                  | -                  |             | -           | -           | 19     | 1      |
| 2018-2019       | Tom' Tomsk      | 1D              | 10+2       | 0          | CR              | 0               | 0               |                    | -                  | -                  |             | -           | -           | 12     | 0      |
| 2019-2020       | Tom' Tomsk      | 1D              | 20         | 0          | CR              | 3               | 0               |                    | -                  | -                  |             | -           | -           | 23     | 0      |
| 2020-2021       | Tom' Tomsk      | 1D              | 23         | 2          | CR              | 0               | 0               |                    | -                  | -                  |             | -           | -           | 23     | 2      |
| 2021-2022       | Nižnij Novgorod | PL              | 4          | 0          | CR              | 0               | 0               |                    | -                  | -                  |             | -           | -           | 4      | 0      |
| Totale carriera | Totale carriera | Totale carriera | 4          | 0          |                 | 0               | 0               |                    | -                  | -                  |             | -           | -           | 4      | 0      |